# Personne vulnérable (pénologie)
Pour un article plus général, voir Personne vulnérable.
En pénologie, le droit pénal de différents pays peut formuler le principe que la peine de prison doit tenir compte du fait que la victime (ou parfois l'auteur de l'infraction) est une personne vulnérable, c'est-à-dire qu'elle fait partie d'un groupe défavorisé sur le plan sociologique et qu'elle a plus de chances d'être amenée à interagir d'une manière ou d'une autre avec le système pénal, d'une façon qui est liée aux discriminations ou désavantages qu'elle subit dans la société.

## Droit canadien

### Quand le prévenu est une personne vulnérable
En raison du taux élevé d'Autochtones dans le système carcéral, le Code criminel du Canada les mentionne dans les principes de détermination de la peine. Il peut exister d'autres groupes de personnes vulnérables parmi les auteurs de crimes, et la common law peut reconnaître ces autres groupes, mais seuls les Autochtones sont nommés en tant que tels dans le Code criminel.

### Quand la victime est une personne vulnérable
D'autres dispositions du Code criminel demandent au tribunal de tenir compte du fait que la victime est une personne vulnérable. L'article 718.04 mentionne que les personnes vulnérables peuvent être entre autres des femmes autochtones victimes d'infractions criminelles. L'article 718.01 C.cr. concerne la détermination de la peine lorsque la victime est un enfant. L'article 718.201 C.cr. demande au juge de tenir compte de la vulnérabilité accrue des personnes de sexe féminin.
La notion de personne vulnérable dans la détermination de la peine ne doit pas être confondue avec une autre règle de common law que l'on nomme le principe de la vulnérabilité de la victime ou théorie du crâne fragile.

## Droit français
En droit français, la notion de personne vulnérable a été créée afin de mieux protéger les personnes les plus exposées aux agressions de notre société : agressions sexuelles (très souvent), physiques ou morales (harcèlement, escroqueries, abus de confiance, etc.) de la part de leurs concitoyens.